# باربرا فونتانا
باربرا فونتانا (بالإنجليزية: Barbra Fontana)‏ (8 سبتمبر 1965 في الولايات المتحدة - ) هي لاعبة كرة طائرة الولايات المتحدة. شاركت في الألعاب الأولمبية الصيفية 1996.

## وصلات خارجية
- باربرا فونتانا على موقع الاتحاد الدولي beach volleyball database (الإنجليزية)
- باربرا فونتانا على موقع قاعدة بيانات الكرة الطائرة الشاطئية (الإنجليزية)
- باربرا فونتانا على موقع اللجنة الأولمبية الدولية (الإنجليزية)
- باربرا فونتانا على موقع أوليمبيديا (الإنجليزية)